# Senza un soldo a Parigi e Londra
Senza un soldo a Parigi e a Londra (Down and Out in Paris and London), pubblicato nel 1933, è la prima opera completa di George Orwell. È un memoriale in due parti sul tema della povertà nelle due grandi città europee. La prima parte è il resoconto di un'esistenza vissuta sulla soglia dell'estrema povertà a Parigi e l'esperienza del lavoro occasionale nelle cucine dei ristoranti. La seconda parte è il diario di viaggio vissuto tra Londra e la sua periferia, con descrizioni di ostelli disponibili e le descrizioni di quei personaggi caratteristici che si trovano vivendo ai margini della società.

## Trama
Il protagonista si trova nello squallido albergo "Hotel des Trois Moineaux" di Parigi a rue du Coq d'Or, gestito da Madame F. e suo marito. L'albergo è frequentato soprattutto da persone straniere che fanno i più disparati mestieri: ciabattini, muratori, scalpellini, sterratori, studenti, prostitute, rigattieri, molti di loro di una povertà inimmaginabile. In seguito al furto di quasi tutti i suoi soldi, si ritrova a vivere letteralmente per strada; reincontra un suo vecchio amico, Boris, un ex-soldato russo anche lui finito in povertà, ma pieno di ottimismo e fiducia: insieme vivono di espedienti e per un certo periodo, lavorano anche come lavapiatti in un albergo. La seconda parte, narra del ritorno di Orwell in Inghilterra, con la promessa di un lavoro, ma essendo il suo futuro datore di lavoro in viaggio, deve sopravvivere in strada fino al suo ritorno.

## Edizioni italiane
- Isabella Leonetti, Senza un soldo a Parigi e a Londra, Collana Quaderni della Medusa n.71, Milano, Arnoldo Mondadori Editore, 1966,  p. 249.
- Senza un soldo a Parigi e a Londra, introduzione di Elena Croce, Collana Oscar n.1428, Milano, Mondadori, 1981,  p. 256. poi Collana Oscar scrittori del Novecento, Mondadori, 1994.
- In  Romanzi e saggi, traduzione di Isabella Leonetti, rivista da Guido Bulla sull'edizione inglese dei Collected Works, Collana I Meridiani, Milano, Mondadori, 2000.
- Senza un soldo a Parigi e a Londra, Collana Oscar Scrittori moderni, Mondadori, 2001-2015, ISBN 978-88-04-40486-6. - Collana Oscar Moderni, Mondadori, 2018, ISBN 978-88-046-8656-9.